# Brebières
Brebières település Franciaországban, Pas-de-Calais megyében. Lakosainak száma 5210 fő (2022. január 1.). Brebières Cuincy, Noyelles-sous-Bellonne, Quiéry-la-Motte, Vitry-en-Artois, Lambres-lez-Douai, Corbehem és Gouy-sous-Bellonne községekkel határos.

## Népesség
A település népességének változása:
| Lakosok száma | 4895 | 4904 | 4965 | 5023 | 5083 | 5088 | 5128 | 5169 | 5210 |
|               | 2013 | 2015 | 2016 | 2017 | 2018 | 2019 | 2020 | 2021 | 2022 |